# Rio Călani
O Rio Călani é um rio da Romênia, afluente do Rio Valea de Peşti, localizado no distrito de Hunedoara.